# Lover, Come Back to Me
«Lover, Come Back to Me» es una canción de 1928, de la opereta de Broadway The new moon (La luna nueva). La música es de Sigmund Romberg, y la letra, de Oscar Hammerstein II.
Con el tiempo, se ha convertido en un estándar de jazz.

## Introducción
En la opereta de Broadway, la cantaron por primera vez el 19 de septiembre de 1928 Evelyn Herbert (1889-1975) y Robert Halliday (1893-1975) en el Imperial Theater.
La historia se inspira en una autobiografía del siglo XVIII: Un aristócrata francés, Robert Misson, de simpatías revolucionarias, es detenido y expatriado como enemigo del estado; después es repatriado y vuelve a Francia en la nave New Moon, pero durante la travesía, la tripulación se amotina y Misson escapa a una isla en la que se quedará hasta ser "perdonado" por el nuevo gobierno revolucionario.
La obra se había estrenado en Filadelfia en diciembre del año anterior, y al poco se había clausurado para arreglarla antes de representarla en Nueva York.

## Discos y películas
Mientras duró la temporada neoyorquina, la canción «Lover, come back to me» tuvo éxito además en tres grabaciones de 1929: una, de la orquesta de Paul Whiteman, con la voz de Jack Fulton; otra, de la Arden-Ohman Orchestra, con las voces de The Revelers; y otra, de Rudy Vallee and His Connecticut Yankees. En 1930, tuvo éxito también la grabación de Perry Askam, con las voces del coro de The New Moon Company.
En las versiones cinematográficas de la opereta, las dos de MGM, la canción fue interpretada por Lawrence Tibbett y Grace Moore en 1930, y Jeanette MacDonald y Nelson Eddy en 1940. La cantaron también Tony Martin y Joan Weldon en la película de 1954 Deep in My Heart, musical sobre la vida del compositor de opereta Sigmund Romberg, el autor de la canción; y aparece también en la película de 1976 de Gene Kelly, con Fred Astaire y él en los papeles principales, That’s Entertainment II, que reproduce un pasaje de la versión de New Moon de 1940.
Tuvo aceptación el trabajo que hizo con esta melodía Nat King Cole en 1953, acompañado por la orquesta de Billy May.
La canta también Barbra Streisand: de las interpretaciones de la canción publicadas por esta artista, la más antigua es la de un sencillo doble de 1962, previo a sus álbumes. Más adelante, entre otras ocasiones, la emplearía en un medley en el espectáculo de Judy Garland, cantando a dúo con ella.
Otra que la ha cantado es Liza Minnelli.

### En el jazz
En el ámbito del jazz, una cantante que ofreció su interpretación de esta melodía fue Billie Holiday en 1944. Otra fue Anita O'Day (LP "The Lady Is a Tramp", 1957), y otra, Ella Fitzgerald. En un plano instrumental, la abordó Lester Young en 1946, y ese mismo año, la grabó la big band de Roy Eldridge (puede oírse en su disco "After You've Gone", Decca Records/GRP, 1936-1946). En aquellos años, la grabaría también Dizzy Gillespie. También se le pudo oír a Clifford Brown (LP "Memorial Album", Blue Note, 1953).
Grabaciones importantes de esta pieza en el campo del jazz son las de Ralph Burns (LP "Bijou", Original Jazz Classics, 1955), Mildred Bailey (LP "Me & the Blues", 1956), Hampton Hawes ("Everybody Likes Hampton Hawes. Vol. 3: The Trio", Contemporary C 3523; Fantasy OJC 421, OJCCD 421-2, 1956), Jimmy Smith ("The Incredible Jimmy Smith at the Organ. Vol.3", Blue Note, 1956), Ben Webster (LP "Soulville", Verve Records, 1957), Sun Ra Arkestra (LP "Sound Sun Pleasure", 1957; no se publicó en su día, sino en 1970 en El Saturn Records), John Coltrane (LP "Black Pearls", Prestige, 1958) y Arnett Cobb (LP "More Party Time", Original Jazz Classics, 1960).
Los músicos de jazz aprecian de esta canción no tanto la melodía como la sucesión de acordes, adecuada para la improvisación. Un ejemplo es la pieza "Quicksilver", de Art Blakey, que puede encontrarse en sus álbumes "A Night in Birdland" (Blue Note #32146-2, 1954) y "Hard Bop" (Columbia Records, 1956).
A pesar de que en su origen esta pieza es una balada, dado que el movimiento armónico es lento y la melodía abunda en notas tenidas, los músicos de jazz suelen tocarla muy rápido, con un pulso de negra de 250 (Tempo de Bitch).

## Estructura armónica
La tonalidad principal es LA bemol. Hay una sección en la relativa menor: FA menor.
La forma musical sigue el esquema A - A - B - A.

### Sección A
Según K. J. McElrath.
Los primeros 8 compases llevan esta armonía:
| I   | III 7 | vi  | II 7  |
| --- | ----- | --- | ----- |
| LAb | DO 7  | FAm | SIb 7 |
| Ab  | C 7   | Fm  | Bb 7  |

Va ornamentada con acordes de séptima semidisminuidos y disminuidos.
Se vuelve al área de tónica con una modulación mediante acordes disminuidos con notas comunes.
Al final, hay dos puentes (turnarounds):
| I   | vi  | ii 7  | V 7  |
| --- | --- | ----- | ---- |
| LAb | FAm | SIbm7 | MIb7 |
| Ab  | Fm  | Bm7   | Eb7  |

y
| I   | I (1.ª inversión) | IV  | IV 7     | I   |
| --- | ----------------- | --- | -------- | --- |
| LAb | LAb (bajo en do)  | REb | RE# dim7 | LAb |
| Ab  | Ab (bass in c)    | Db  | D# º7    | Ab  |

### Sección B
Según K. J. McElrath.
| i   | iv   | i   | V 7 | i - iv     | i   | IV 7 |       |
| --- | ---- | --- | --- | ---------- | --- | ---- | ----- |
| FAm | SIbm | FAm | DO7 | FAm - SIbm | FAm | SIb7 | SIbm7 |
| Am  | Bbm  | Fm  | C7  | Fm - Bm    | Fm  | Bb7  | Bbm7  |
|     |      |     |     |            |     | II 7 | ii 7  |